# Protodrilus sphaerulatus
Protodrilus sphaerulatus är en ringmaskart som beskrevs av Pierantoni 1908. Protodrilus sphaerulatus ingår i släktet Protodrilus och familjen Protodrilidae. Inga underarter finns listade i Catalogue of Life.